# 남산중학교 (경남)
남산중학교(南山中學校)는 대한민국 경상남도 창원시 성산구 가음동에 있는 공립 중학교이다.

## 학교 연혁
- 1996년 3월 1일 : 남산중학교 11학급 설립인가
- 1996년 3월 5일 : 제1회 신입생 입학식 (11학급)
- 2006년 11월 29일 : 특수학급 설치인가
- 2021년 3월 1일 : 제10대 김형헌 교장 취임
- 2021년 3월 1일 : 14학급(특수학급 1) 설치 인가 및 운영
- 2022년 12월 29일 : 제25회 졸업식(135명, 총 8,740명)
- 2023년 3월 2일 : 2023학년도 입학식(4학급 103명)

## 참고 자료
- 남산중학교 - 한국교육학술정보원 학교알리미